# 只在這裡盛開的花
《只在這裡盛開的花》，是日本樂團可苦可樂的第13張單曲和代表作之一。2005年5月11日發行。

## 簡介
是由成海璃子和竹野內豐主演的日本電視台週六連續劇《琉璃之島》的主題曲，《只在這裡盛開的花》就是可苦可樂專門為這部劇所寫的歌曲。為了歌曲創作的靈感，可苦可樂兩人還曾親自探訪劇中的舞台——沖繩縣鳩間島。部分歌詞使用了沖繩的古語。
單曲發行首週在Oricon公信榜排行第2位，創下了當時可苦可樂單曲在Oricon公信榜的最高排名。連續八個星期進入Oricon前十位，總銷量超過40萬張，是可苦可樂迄今銷量第三高的單曲。2005年度日本單曲銷量第15位。
手機片段下載次數超過100萬次，全曲下載超過50萬次。
2011年台湾电影《那些年，我們一起追的女孩》选用这首歌的旋律作为电影的插曲。

## 收錄曲目
1. 只在這裡盛開的花（ここにしか咲かない花）
作詞、作曲：小淵健太郎
日本電視台電視劇《琉璃之島》的主題曲
2. 六等星
作詞、作曲：小淵健太郎
3. 只在這裡盛開的花 (Instrumental)
4. 六等星 (Instrumental)

## 外部連結
- 只在這裡盛開的花 （页面存档备份，存于）